# Växjö DFF
Maillots
Actualités
Le Växjö Damfotbollsförening, plus connu sous le nom de Växjö DFF est un club suédois de football féminin fondé en 2014 et basé à Växjö. Le club évolue en Damallsvenskan (première division suédoise).

## Histoire
Le club est fondé en 2014. En 2016 le club est qualifié pour la deuxième division suédoise en battant IF Böljan (4-0 et 6-0), un an après le club est promu en première division.
Pour sa première saison dans l'élite, Växjö DFF termine à la 7e place en 2018.